# Brossard
Brossard (bʁɔsaʁ) ist eine Stadt im Südwesten der kanadischen Provinz Québec. Sie liegt in der Verwaltungsregion Montérégie gegenüber von Montreal. Brossard ist Teil der Agglomeration Longueuil, hat eine Fläche von 45,23 km² und zählt 85.721 Einwohner (Stand: 2016). Von 2002 bis 2006 war Brossard ein Stadtteil von Longueuil.

## Geographie
Brossard liegt am Ostufer des Sankt-Lorenz-Stroms in der Region Rive-Sud, in weitgehend flachem Gelände. Auf Stadtgebiet verläuft ein acht Kilometer langer Abschnitt des Sankt-Lorenz-Seewegs. Die Stadt ist in verschiedene Sektoren unterteilt, in denen die Straßennamen jeweils mit demselben Buchstaben beginnen (mit Ausnahme der Hauptstraßen). Nachbargemeinden sind Montreal im Westen, Saint-Lambert im Nordwesten, Longueuil im Norden, Carignan im Osten, Saint-Jean-sur-Richelieu im Südosten und La Prairie im Süden.

## Geschichte

Stadtwappen

Die Gründung von Brossard erfolgte im Jahr 1958, als ein Teil der Kirchgemeinde La Prairie-de-la-Madeleine den Stadtstatus erhielt. Die neue Gemeinde (die damals 3.400 Einwohner zählte) wurde nach dem damaligen Bürgermeister Georges-Henri Brossard benannt, dessen Familie seit mehr als zwei Jahrhunderten in der Gegend ansässig war. Unter seiner Führung wuchs die anfangs ländlich geprägte Gemeinde zu einem dicht besiedelten Vorort an, wozu vor allem die Eröffnung der Autobahnbrücke Pont Champlain über den Sankt-Lorenz-Strom im Jahr 1962 beitrug. 1964 trat Greenfield Park einen Teil seines Gemeindegebiets ab, 1978 wurde Notre-Dame-du-Sacré-Cœur eingemeindet.
Die Regierung der Provinz Québec ordnete die Fusion von Brossard und anderen Gemeinden mit der Stadt Longueuil an, die am 1. Januar 2002 in Kraft trat. Brossard bildete nun einen Stadtteil von Longueuil. Dieses Vorgehen stieß in Teilen der Bevölkerung auf großen Widerstand. Bei einem Referendum am 20. Januar 2004 sprachen sich 80,9 % der Abstimmenden für die Trennung aus, wobei das benötigte Quorum von 35 % Ja-Stimmen sämtlicher Stimmberechtigten jedoch nur knapp überschritten wurde. Die Gemeinde wurde am 1. Januar 2006 neu gegründet, musste aber einige Kompetenzen an den Gemeindeverband der Agglomeration Longueuil abtreten. Brossard ist Mitglied des im Jahr 2000 gegründeten Zweckverbandes Communauté métropolitaine de Montréal.

## Bevölkerung
Gemäß der Volkszählung 2011 zählte Brossard 79.273 Einwohner, was einer Bevölkerungsdichte von 1753,8 Einw./km² entspricht. 47,4 % der Bevölkerung gaben Französisch als Hauptsprache an, der Anteil des Englischen betrug 12,1 %. Als zweisprachig (Französisch und Englisch) bezeichneten sich 1,4 %, auf andere Sprachen und Mehrfachantworten entfielen 6,3 %. Ausschließlich Französisch sprachen 23,1 %. Im Jahr 2001 waren 64,5 % der Bevölkerung römisch-katholisch, 7,5 % protestantisch, 5,5 % muslimisch, 4,8 % christlich-orthodox und 11,5 % konfessionslos.
Brossard gilt als besonders multikulturell und hat mit etwa 30 % der Bevölkerung den höchsten Anteil an Einwanderern in Québec. Bedeutend ist insbesondere die chinesische Gemeinschaft mit rund 12 %. Nicht weniger als 23 Ethnien sind mit mehr als 1 % der Bevölkerung vertreten. Die wichtigsten nichtamtlichen Sprachen nach Anzahl Muttersprachler sind Chinesisch (10,2 %), Arabisch (4,3 %), Spanisch (4,0 %), Persisch (2,3 %), Vietnamesisch (1,9 %), Griechisch (1,6 %) und Rumänisch (1,5 %).

## Verkehr
Die Stadt wird durch mehrere Autobahnen erschlossen. Auf der Pont Champlain, die über den Sankt-Lorenz-Strom zur Île des Sœurs und zur Île de Montréal führt, vereinigen sich die Autoroute 10 nach Sherbrooke, die Autouroute 15 in Richtung New York und die Autoroute 20 in Richtung Lévis. Eine weitere Autobahn, die Autoroute 30 entlang der östlichen Stadtgrenze, dient als großräumige Umfahrung des Ballungsraumes Montreal.
Für den öffentlichen Nahverkehr zuständig ist die Gesellschaft Réseau de transport de Longueuil (RTL). Sie betreibt zahlreiche Buslinien, die Brossard mit Longueuil, weiteren Nachbargemeinden und mit der Innenstadt von Montreal verbinden. Die Pont Champlain soll bis 2018 durch einen Neubau ersetzt werden; dabei sind auch Gleise für eine Stadtbahn vorgesehen. Eine weitere wichtige Verkehrsader ist die sechsspurig ausgebaute Route 132 in Nord-Süd-Richtung durch das Stadtzentrum.

## Partnerstadt
- Barentin, Frankreich

## Persönlichkeiten
- Patrice Bernier (* 1979), Fußballspieler
- Olivier Occéan (* 1981), Fußballspieler